# Italia en los Juegos Olímpicos de Londres 2012
Italia estuvo representada en los Juegos Olímpicos de Londres 2012 por un total de 284 deportistas que compitieron en  deportes. Responsable del equipo olímpico fue el Comité Olímpico Nacional Italiano, así como las federaciones deportivas nacionales de cada deporte con participación.
La portadora de la bandera en la ceremonia de apertura fue la floretista Valentina Vezzali.

## Medallistas
El equipo olímpico italiano obtuvo las siguientes medallas:
| Nombre                                                                                         | Deporte                    | Competición                     |
| ---------------------------------------------------------------------------------------------- | -------------------------- | ------------------------------- |
| Oro                                                                                            |                            |                                 |
| Elisa Di Francisca                                                                             | Esgrima                    | Florete ind. F                  |
| Elisa Di Francisca Arianna Errigo Valentina Vezzali Iliaria Salvatori                          | Esgrima                    | Florete por equipos F           |
| Andrea Baldini Valerio Aspromonte Andrea Cassarà Giorgio Avola                                 | Esgrima                    | Florete por equipos M           |
| Daniele Molmenti                                                                               | Piragüismo en eslalon      | K1 M                            |
| Carlo Molfetta                                                                                 | Taekwondo                  | +80 kg M                        |
| Niccolo Campriani                                                                              | Tiro                       | Rifle en 3 posiciones 50 m M    |
| Jessica Rossi                                                                                  | Tiro                       | Foso F                          |
| Michele Frangilli Marco Galiazzo Mauro Nespoli                                                 | Tiro con arco              | Equipo M                        |
| Plata                                                                                          |                            |                                 |
| Clemente Russo                                                                                 | Boxeo                      | Pesado (91 kg) M                |
| Roberto Cammarelle                                                                             | Boxeo                      | Superpesado (+91 kg) M          |
| Arianna Errigo                                                                                 | Esgrima                    | Florete ind. F                  |
| Diego Occhiuzzi                                                                                | Esgrima                    | Sable ind. M                    |
| Alessio Sartori Romano Battisti                                                                | Remo                       | Scull doble (M2x) M             |
| Luca Tesconi                                                                                   | Tiro                       | Pistola de aire 10 m M          |
| Niccolo Campriani                                                                              | Tiro                       | Rifle de aire 10 m M            |
| Massimo Fabbrizi                                                                               | Tiro                       | Foso M                          |
| Equipo                                                                                         | Waterpolo                  | Torneo M                        |
| Bronce                                                                                         |                            |                                 |
| Fabrizio Donato                                                                                | Atletismo                  | Triple salto M                  |
| Vincenzo Mangiacapre                                                                           | Boxeo                      | Superligero (64 kg) M           |
| Marco Aurelio Fontana                                                                          | Ciclismo de montaña        | Campo a través M                |
| Valentina Vezzali                                                                              | Esgrima                    | Florete ind. F                  |
| Aldo Montano Diego Occhiuzzi Luigi Samele Luigi Tarantino                                      | Esgrima                    | Sable por equipos M             |
| Matteo Morandi                                                                                 | Gimnasia artística         | Anillas M                       |
| Elisa Blanchi Romina Laurito Marta Pagnini Elisa Santoni Anzhelika Savrayuk Andreea Stefanescu | Gimnasia rítmica           | Concurso completo por equipos F |
| Rosalba Forciniti                                                                              | Judo                       | –52 kg F                        |
| Martina Grimaldi                                                                               | Natación en aguas abiertas | 10 km F                         |
| Mauro Sarmiento                                                                                | Taekwondo                  | –80 kg M                        |
| Equipo                                                                                         | Voleibol                   | Torneo M                        |